# Grupo Multi Holding
Grupo Multi Holding foi uma empresa de franquias brasileira da área educacional sendo especializada em curso de idiomas e cursos profissionalizantes, um grupo que reunia várias escolas de idiomas e escolas profissionais. A empresa foi fundada em 1987 pelo empresário Carlos Wizard Martins, a partir da fundação de sua rede de ensino de idiomas de seu sobrenome.
Em 2001, foi lançada a marca Alps, a segunda rede de ensino de idiomas criada pelo grupo, e em 2004 lançou a Worktek, que marcou a entrada de cursos profissionalizantes do grupo.
O grupo pela primeira vez adquiriu em 2006, as redes de ensino de idiomas Planet e Yeski, respectivamente. Em 2007, adquiriu mais uma rede de ensino de idiomas, a Skill e no ano seguinte compra a rede de cursos profissionalizantes People Computação.
O Grupo Multi se expande as suas aquisições, mas dessa vez foi em 2010 que adquiriu as redes de cursos profissionalizantes SOS Educação Profissional em janeiro, a Microlins, que pertenciam ao empresário José Carlos Semenzato em sociedade com a Anhanguera Educacional em junho e a Bit Company em agosto e as redes de ensino de idiomas Quatrum no mesmo mês e a Yázigi em novembro. Em 2011, o grupo educacional entrou na área de microfranquias e lançou a rede de complemento escolar Smartz School. Antes de ser vendida, o Grupo Multi fez sua última aquisição, dessa vez com a escola de ensino de inglês a distância Ezlearn e de sua subsidiária o Meuingles.com em 2013.
Em 4 de dezembro do mesmo ano, o Grupo Multi Holding, que incluía as marcas Wizard, Yázigi, Skill Idiomas, Quatrum English Schools, Microlins, SOS Educação Profissional, People Computação, Smartz School, Bit Company, Alps, Worktek e Meuingles.com, foi vendido para o grupo britânico Pearson por 1,95 bilhão de reais, inclusive dívidas. A empresa britânica, dona do Financial Times, assumiu também uma dívida de 250 milhões de reais da rede de franquias de cursos profissionalizantes do Brasil.
Após a venda da sua própria rede de curso de idiomas, Carlos Wizard Martins voltou aos negócios e comprou mais uma franquia a rede de lojas especializada em produtos naturais, o Mundo Verde em agosto de 2014, a rede pertencia ao fundo Axxon. Em 2017, Carlos Wizard se juntou ao Flávio Augusto da Silva e comprou 35% das ações da Wise Up, rede de ensino de idiomas fundado por Flávio Augusto, e formou um grupo chamado Wiser Educação, eles estão trabalhando juntos para a aquisição de várias escolas de idiomas para fazerem parte deste grupo (incluindo a mais recente aquisição da Number One Idiomas no mesmo ano). Também no mesmo ano, a Pearson vendeu os negócios de cursos profissionalizantes, incluindo as redes Microlins, SOS Educação Profissional e People Computação para o grupo Prepara Cursos (hoje MoveEdu).